# Linfoma di Burkitt
Il linfoma di Burkitt è una neoplasia dei linfociti B maturi, che risulta endemico nei Paesi della fascia equatoriale africana. Esiste anche una forma sporadica che si può osservare in Europa e nelle Americhe. Prende il nome da Denis Parsons Burkitt, un chirurgo che per primo descrisse la malattia mentre lavorava in Africa orientale.

## Storia
Prende il nome da Denis Parsons Burkitt, un chirurgo che lavorava in Uganda e per primo lo descrisse nel 1958. Nel 1962 venne incluso nel gruppo dei linfomi maligni e negli anni successivi fu possibile appurare che una parte dei linfomi pediatrici negli Stati Uniti e in Europa erano istologicamente indistinguibili dal linfoma di Burkitt descritto in Africa. Si rese quindi necessario classificare un nuovo gruppo di linfomi, che furono chiamati linfomi a piccole cellule non-clivate. Nel 1976 fu scoperta la traslocazione caratteristica del linfoma di Burkitt, che coinvolge i cromosomi 8 e 14, determinando l'attivazione dell'oncogene cMyc sito sul cromosoma 8.

## Classificazione
Attualmente, il linfoma di Burkitt può essere suddiviso in tre varianti cliniche principali: le varianti endemiche, sporadiche e associate all'immunodeficienza.
- La variante endemica (chiamata anche "variante africana") si verifica più comunemente nei bambini che vivono in regioni endemiche della malaria del mondo (ad esempio, Africa equatoriale, Brasile e Papua Nuova Guinea). L'infezione da virus Epstein-Barr (EBV) si trova in quasi tutti i pazienti. Si ritiene che la malaria cronica riduca la resistenza all'EBV, permettendole di prendere piede. La malattia coinvolge tipicamente la mascella o altro osso facciale, ileo distale, cieco, ovaie, reni o mammella.
- Il tipo sporadico di linfoma di Burkitt (noto anche come "non africano") è la variante più comune che si trova nei luoghi in cui la malaria non è endemica. Le cellule tumorali hanno un aspetto simile alle cellule tumorali del linfoma di Burkitt endemico classico. I linfomi sporadici sono raramente associati al virus Epstein-Barr[3]. Il linfoma non Hodgkin, che include il Burkitt, rappresenta il 30-50% del linfoma infantile. La mascella è meno comunemente coinvolta, rispetto alla variante endemica. La regione ileocecale è il sito comune di coinvolgimento.
- Il linfoma di Burkitt associato all'immunodeficienza è solitamente associato all'infezione da HIV o si verifica nei pazienti post-trapianto che assumono farmaci immunosoppressivi.[4] Il linfoma di Burkitt può essere una delle malattie associate alla manifestazione iniziale dell'AIDS.

Per morfologia (cioè aspetto microscopico) o immunofenotipo, è quasi impossibile differenziare queste tre varianti cliniche. Il linfoma di Burkitt associato all'immunodeficienza può mostrare più aspetto plasmacetico o più pleomorfismo, ma queste caratteristiche non sono specifiche.

## Epidemiologia
Nel linfoma di tipo endemico la patologia è strettamente associata al virus di Epstein-Barr (EBV) che venne scoperto proprio studiando la sua distribuzione geografica. È stato appurato che il 95% dei tumori dell'Africa Equatoriale porta il genoma di EBV nelle sue cellule mentre questo è presente solo nel 20% delle cellule tumorali in Nord America.
I linfomi sono una patologia relativamente poco frequente e rappresentano circa il 4% di tutte le neoplasie. L'incidenza, in costante incremento negli ultimi decenni, è pari a circa 19 casi su 100 000 abitanti nei paesi occidentali e aumenta progressivamente con l'età. Solo in Italia ogni anno si registrano circa 12 000 nuovi casi. Il linfoma di Burkitt costituisce solo l'1-2% dei linfomi dell'adulto.
Non è comunque certo se il virus giochi un ruolo eziologico nella patogenesi del linfoma o se predisponga semplicemente al suo sviluppo. Si sa invece che esiste un rischio maggiore di manifestare la malattia in condizioni di immunodeficienza, sia congenita (come nel caso di Atassia-teleangectasia e sindrome di Wiskott-Aldrich) che acquisita (dopo un trapianto o a causa di AIDS). L'esposizione a sostanze tossiche come pesticidi, erbicidi o solventi organici e a radiazioni ionizzanti, sembra essere in grado di favorire lo sviluppo delle patologie linfoproliferative.

## Patogenesi
Il linfoma è causato dalla traslocazione di un'estremità del cromosoma 8 e di un'estremità del cromosoma 14; il protoncogene cMyc che risiedeva sul cromosoma 8 viene a trovarsi in un contesto cromatinico attivamente trascritto sul cromosoma 14, in una zona subito adiacente alla sequenza enhancer del gene che codifica per le catene pesanti H delle immunoglobuline; ovvero, privati dei naturali elementi di controllo, cominciano ad essere patologicamente espressi sia l'oncogene - la cui espressione risente del potenziamento dovuto all'enhancer delle IgH - sia il gene delle immunoglobuline IgH; così, la secrezione di questi anticorpi è un sintomo della malattia.
Il linfoma di Burkitt è estremamente aggressivo e a rapida crescita ma è anche il più sensibile alle terapie.
Il quadro clinico di presentazione più frequente è una tumefazione a livello del collo di notevoli dimensioni, prevalentemente a partenza mascellare, meno spesso mandibolare o di entrambe, con possibile disseminazione verso l'alto, fino ad interessare l'orbita. La seconda presentazione in ordine di frequenza è la massa “bulky” addominale, che è tipica dei bambini: gli organi più interessati sono i reni, le ovaie, i linfonodi addominali e, in misura minore, il fegato e la milza, i sintomi sono sudorazioni improvvise e molto abbondanti soprattutto notturne; spesso vi è versamento addominale (= ascite). La terza presentazione è la compromissione a livello del sistema nervoso centrale.
All'esame radiografico si osserva un'area radiotrasparente di osteolisi con margini frastagliati e riassorbimento radicolare delle radici dei denti contigui alla lesione osteoclastica. All'esame istologico il linfoma di Burkitt ha un aspetto tipico definito a cielo stellato, costituito da cellule macrofagiche che hanno fagocitato dei detriti cellulari.
Le cellule tumorali del linfoma di Burkitt in genere esprimono con forza i marcatori del differenziamento delle cellule B (CD20, CD22, CD19) e CD10, e BCL6. Le cellule tumorali sono generalmente negativo per BCL2 e TdT. L'attività mitotica elevata di linfoma di Burkitt è confermata da quasi il 100% delle cellule positive per la colorazione Ki-67
Il trattamento elettivo di tale affezione patologica è la polichemioterapia (ciclofosfamide, doxorubicina, vincristina, metotrexato, citarabina, ifosfamide, etoposide) ad alte dosi associata ad anticorpo monoclonale Rituximab (terapia R-BFM Berlin-Frankfurt-Münster che prevede 6 cicli ravvicinati A1-B1-C1, A2-B2-C2, con 8 somministrazione intratecali e con durata totale circa 6 mesi). Il raggiungimento della Remissione Completa (RC) è estremamente frequente, solitamente c'è un'ottima risposta alle terapie. Le eventuali recidive si manifestano comunemente entro i primi 2 anni dall'ottenimento della prima RC. Il tasso di sopravvivenza dopo 5 anni in RC è circa del 75%, ed in molti casi può essere del 90%,.